# Сабіна Мусіна
Сабіна Рафіковна Мусіна (нар. 1983 року) — українська підприємиця та блогерка, співзасновниця мережі салонів краси G.Bar.

## Біографія
Народилася у 1983 році в Баку у вірменсько-єврейській сім'ї Заріни та Тимура. Сабіна отримала прізвище вітчима, адже під час вагітності мати Сабіни розійшлася з батьком.
1988 з матір'ю емігрувала до Вірменії в ході загострення вірменсько-азербайджанського конфлікту. Згодом сім'я переїхала до Запоріжжя, де Сабіна закінчила школу № 88.
2001—2007 — навчалася на юридичному факультеті Запорізького національного університету. На другому курсі переїхала до Києва і продовжила навчання в Українському університеті фінансової та міжнародної торгівлі.
2007 року протягом 4 місяців працювала помічницею обласного прокурора Запоріжжя.

## Підприємницька діяльність
У 2015 році Сабіна Мусіна та Валерія Бородіна заснували в Києві мережу салонів краси G.Bar. 2021 року мережа мала 40 закладів у 9 країнах: Україна (17 міст), США (Лос-Анджелес), Кіпр (Лімасол), Білорусь (Мінськ, Брест), Польща (Варшава), Грузія (Тбілісі), Естонія (Таллінн), Росія (5 міст).
Засновниці володіють 5 салонами в Києві, решту закладів відкрито на правах франчайзингу.

## Блогерка
Сабіна Мусіна веде російськомовні блоги в Instagram з 2011 та Youtube з 2007 року. 2021 року мала 550 тисяч підписників у instagram та 100 тис. у YouTube. Основною тематикою блогу є лайфстайл.
Допомагає вести Instagram та YouTube дочці Кірі, яка у Youtube має 1.5 млн підписників, у Instagram — 750 тис..

## Інша діяльність
У 2019 році стала обличчям квітневого номера українського журналу Pink.
У 2021 році взяла участь в озвучці мультиплікаційного фільму «Кролик Петрик 2».

## Сім'я
Неодружена, має доньку Кіру від першого шлюбу.

## Нагороди
- 2021 — найкращий блогер у номінації «lifestyle» від National Bloggers Award[20][21].